# 阿包坎河

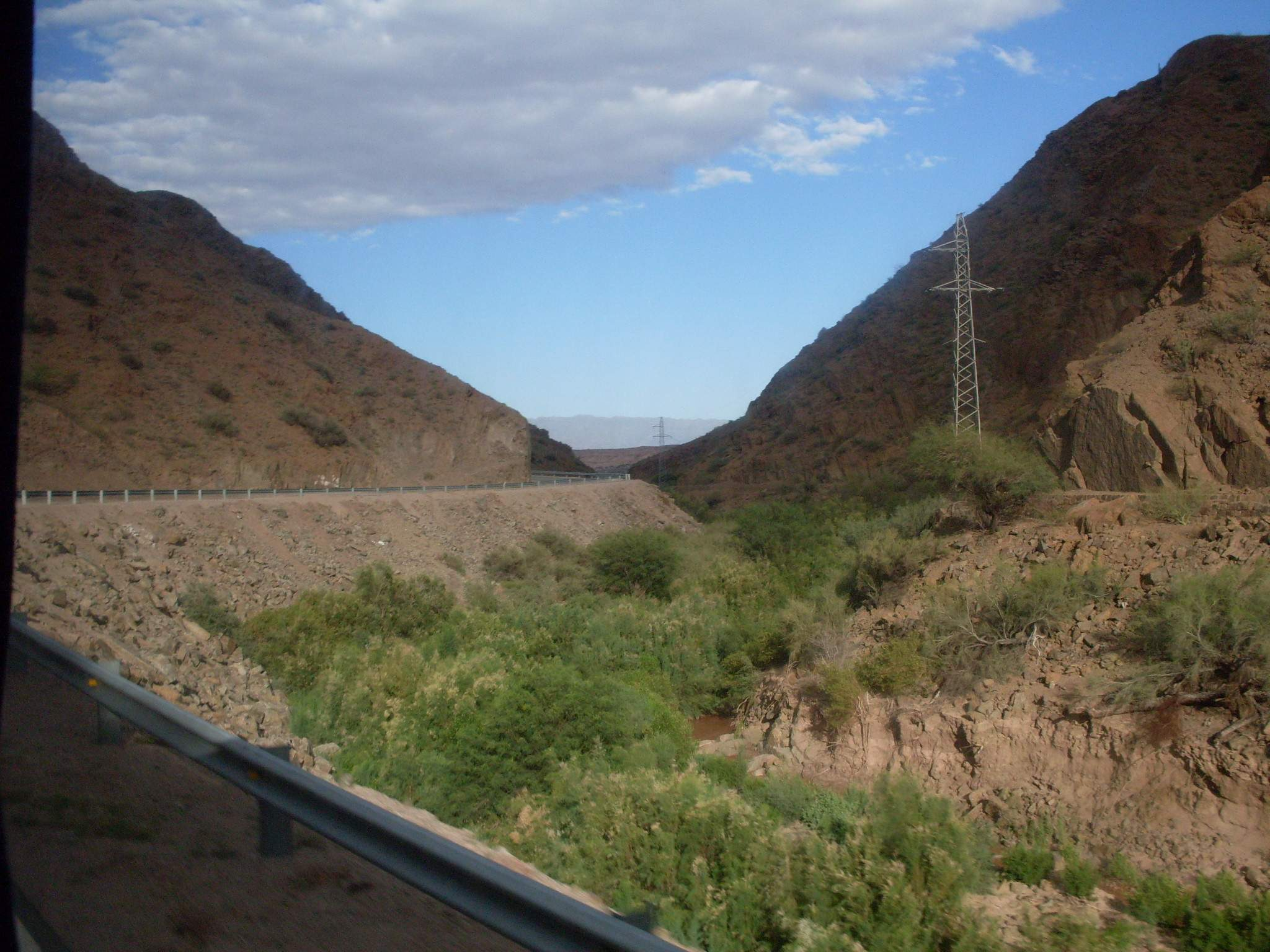
阿包坎河（被樹林包圍）

阿包坎河（西班牙語：Río Abaucán）是阿根廷的河流，發源自安第斯山脈，流經卡塔馬卡省和拉里奧哈省，河道全長約600公里，流域面積43,386平方公里，發源自印加瓦西峰。
27°40′35″S 67°36′38″W / 27.6763897°S 67.6105957°W